# 大叶小檗
大叶小檗（学名：Berberis ferdinandi-coburgii）为小檗科小檗属的植物，为中国的特有植物。分布在中国大陆的云南等地，生长于海拔100米至2,700米的地区，一般生于山坡、路边或灌丛中，目前尚未由人工引种栽培。

## 异名
- Berberis ferdinandi-coburgii Schneid. var. vernalis Schneid.